# Julian Korb
Julian Korb (Essen, 21 marzo 1992) è un calciatore tedesco, difensore del Borussia M'gladbach II.

## Carriera

### Club
Ha giocato nella massima serie del campionato tedesco con il Borussia Mönchengladbach.

### Nazionale
Nel 2015 ha partecipato agli Europei Under-21.